# Isten, áldd meg a magyart
"Isten, áldd meg a magyart" (dansk: "Gud velsigne ungarerne") er Ungarns officielle nationalsang. Den blev skrevet i 1823 af den kendte, nationale ungarske digter Ferenc Kölcsey (1790–1838). Sangens nuværende officielle musikalske form blev komponeret af den romantiske komponist Ferenc Erkel i 1844, selvom andre mindre kendte versioner findes. Sangen blev taget i brug som nationalsang i 1844 og bliver i daglig tale omtalt som "Himnusz". 
Første strofe synges ved officielle ceremonier. Teksten starter med med ordene Isten, áldd meg a magyart ( lyt ?), ”Gud velsigne ungarerne”, hvoraf titlen på nationalsangen kommer. Digtet bar undertitlen "A magyar nép zivataros századaiból" ("Fra det ungarske folks stormfulde århundreder");
Den ungarske nationalsang skiller sig ud fra andre nationalsange, da teksten er en direkte bøn til Gud om at værne folket mod farer og er uden den nationalistiske selvophøjelse som ofte ses i sange af denne genre.
Sangen "Szózat", som begynder med Hazádnak rendületlenül légy híve óh magyar (dansk: "Mod hjemlandet vær trofast og standhaftig, o ungarer") har en mindst lige så høj status som den officielle Himnusz og fungerer som en uofficiel nationalsang.

## Titlen
Titlen i den oprindelige manuskript er "Hymnus" - et latinsk ord, der betyder "hymne" eller "salme". Den fonetiske transskription "Himnusz" erstattede den oprindelige latinske stavemåde for tid, og efterhånden som digtet vandt accept som de facto nationalsang i Ungarn, har ordet "himnusz" også fået betydningen "nationalsang". Det er kun i specialiserede sammenhænge, at ordet anvendes i sin oprindelige betydning af "hymne" eller "salme".

## Tekster
| Ungarsk tekst | Norsk/dansk/engelsk oversættelse |
| --- | --- |
| Isten, áldd meg a magyart, Jó kedvvel, bőséggel, Nyújts feléje védő kart, Ha küzd ellenséggel; Bal sors akit régen tép, Hozz rá víg esztendőt, Megbűnhődte már e nép A múltat s jövendőt! | Gud, velsigne ungareren med glæde og god høst, strække mod ham dine beskyttende arme hvis han kæmper med fjender; længe har skæbnen slidt han, bring en tid for lette, han har lidt for alle sine synder, for fortiden og feamtiden!                            |
| Őseinket felhozád Kárpát szent bércére, Általad nyert szép hazát Bendegúznak vére. S merre zúgnak habjai Tiszának, Dunának, Árpád hős magzatjai Felvirágozának.                           | Forfedrene våre brakte du opp Over dei hellige toppene i Karpatane, Gjennom deg ble et vakkert hjem vunnet For Bendeguz sine sønner- Og hvorenn strømmer elvene Tisza, Donau, helten Árpáds etterkommere vil slå rot og blomstre                                |
| Értünk Kunság mezein Ért kalászt lengettél, Tokaj szőlővesszein Nektárt csepegtettél. Zászlónk gyakran plántálád Vad török sáncára, S nyögte Mátyás bús hadát Bécsnek büszke vára.        | For oss på Kuns-slettene modnet du hveten, i Tokaj-drueåkrene dryppet du nektar. Flagget vårt plantet du ofte på jorden for de ville tyrkerne, og over Mátyás' grimmme hær stønnet den stolte borgen Wien.                                                      |
| Hajh, de bűneink miatt Gyúlt harag kebledben, S elsújtád villámidat Dörgő fellegedben, Most rabló mongol nyilát Zúgattad felettünk, Majd töröktől rabigát Vállainkra vettünk.             | Akk, men for våre synder samlet sinnet seg i brystet ditt, og du slo ned med dine lyn fra tordnende skyer, nå piler fra dei plyndrende mongolene du tordnet over oss, dinest tyrkerne sin trelldom tok vi på skuldrene våre.                                    |
| Hányszor zengett ajkain Ozman vad népének Vert hadunk csonthalmain Győzedelmi ének! Hányszor támadt tenfiad Szép hazám, kebledre, S lettél magzatod miatt Magzatod hamvvedre!             | How often came from the mouths Of Osman's barbarian nation Over the corpses of our defeated army A victory song! How often did your own son agress My homeland, upon your breast, And you became because of your own sons Your own sons' funeral urn!           |
| Bújt az üldözött, s felé Kard nyúlt barlangjában, Szerte nézett s nem lelé Honját e hazában, Bércre hág és völgybe száll, Bú s kétség mellette, Vérözön lábainál, S lángtenger fölette.   | The fugitive hid, and towards him The sword reached into his cave Looking everywhere he could not find His home in his homeland Climbs the mountain, descends the valley Sadness and despair his companions Sea of blood beneath his feet Ocean of flame above. |
| Vár állott, most kőhalom, Kedv s öröm röpkedtek, Halálhörgés, siralom Zajlik már helyettek. S ah, szabadság nem virul A holtnak véréből, Kínzó rabság könnye hull Árvák hő szeméből!      | Castle stood, now a heap of stones Happiness and joy fluttered, Groans of death, weeping Now sound in their place. And Ah! Freedom does not bloom From the blood of the dead, Torturous slavery's tears fall From the cold eyes of the orphans!                 |
| Szánd meg Isten a magyart Kit vészek hányának, Nyújts feléje védő kart Tengerén kínjának. Bal sors akit régen tép, Hozz rá víg esztendőt, Megbűnhődte már e nép A múltat s jövendőt!      | Redeem, O Lord, the Hungarians Who are tossed by waves of danger Extend toward it your guarding arm On the sea of its misery Long torn by ill fate Bring upon it a time of relief They who have suffered for all sins Of the past and of the future!            |